# Palatynat Zweibrücken

Palatynat Zweibrücken (także Księstwo Dwóch Mostów; niem. Pfalz-Zweibrücken w skrócie Zweibrücken) – księstwo Świętego Cesarstwa Rzymskiego, stolicą którego było miasto Zweibrücken.

## Historia

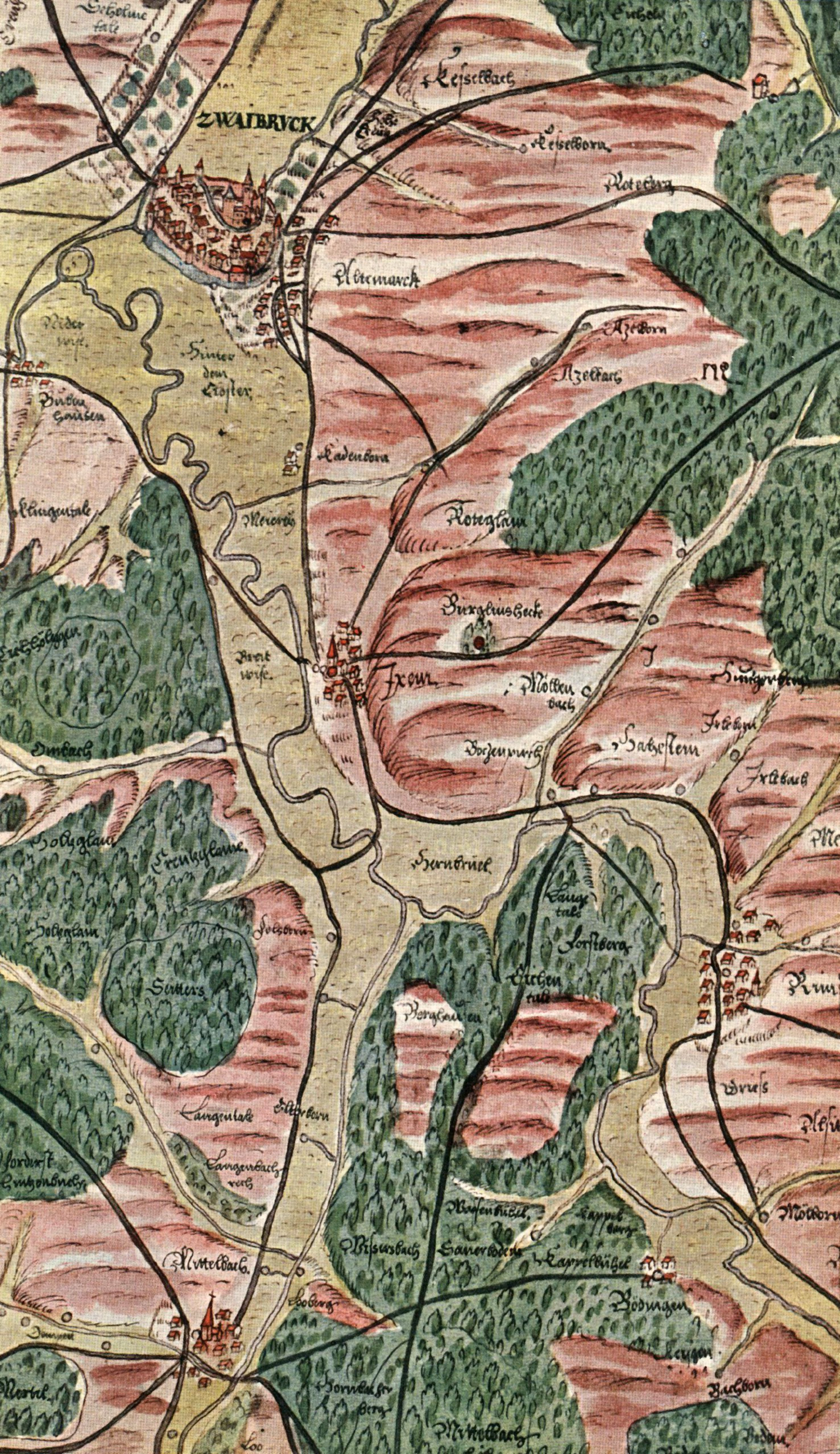

Niegdyś hrabstwo państwa niemieckiego, położone w palatynacie bawarskim, na lewym brzegu Renu. Pierwsza wzmianka o Zweibrücken pochodzi z 1170. Hrabstwo powstało około 1182 przez podział Hrabstwa Saarbrücken. Po śmierci ostatniego hrabiego Eberharda hrabstwo to przypadło elektorowi Palatynatu Reńskiego Ruprechtowi II. Księstwo Palatynatu-Zweibrücken stało się ponownie jako odrębną całością w 1444. Książę Stefan Wittelsbach podzielił wtedy Palatynat-Simmern–Zweibrücken na dwie części, starszy syn Fryderyk otrzymał Palatynat-Simmern, zaś młodszy Ludwik Czarny Palatynat-Zweibrücken i Hrabstwo Veldenz. Po śmierci księcia Jana I Wittelsbacha w 1604 dokonano podziału księstwa na trzy części.
Podział ten przetrwał do 1681, kiedy wszystkie trzy części zostały połączone w jedno księstwo. Wtedy też księstwo zostało połączone z Królestwem Szwecji poprzez osobę króla Karola X Gustawa, będącego jednocześnie księciem Zweibrücken. Unia personalna rozpadła się w 1718 po śmierci króla Karola II Wittelsbacha, panującego w Szwecji jako Karol XII.
W latach 1714–1719 na terenie księstwa przebywał Stanisław Leszczyński, były król Polski, sojusznik króla Szwecji. Decyzją Karola XII Leszczyński legitymował się statusem księcia z upoważnienia (fr. prince par délégation). W czasie swych rządów Leszczyński wzniósł rezydencję podmiejską Tschifflik.
Na mocy postanowień pokoju lunewilskiego w 1801 zostało odstąpione Francji. Po Kongresie Wiedeńskim zostało zwrócone królowi Bawarii Maksymilianowi I Józefowi Wittelsbachowi.

## Władcy Zweibrücken

### Hrabiowie Zweibrücken
Walramiden
- 1182–1237 – Henryk I
- 1237–1282 – Henryk II
- 1282–1309 – Walram I
- 1309–1311 – Simon
- 1311–1366 – Walram II
- 1366–1394 – Eberhard II

Wittelsbachowie
- 1394–1398 – Ruprecht II Wittelsbach – elektor Palatynatu Reńskiego
- 1398–1410 – Ruprecht III Wittelsbach – elektor Palatynatu Reńskiego, król Niemiec
- 1410–1459 – Stefan Wittelsbach – książę Palatynatu-Simmern-Zweibrücken

### Książęta Palatynatu-Zweibrücken (1459–1604)
- 1459–1489 – Ludwik I Czarny
- 1489–1490 – Kacper Wittelsbach
- 1490–1514 – Aleksander Wittelsbach
- 1514–1532 – Ludwik II Wittelsbach
- 1532–1569 – Wolfgang Wittelsbach
- 1569–1604 – Jan I Wittelsbach

#### Książęta Palatynatu-Zweibrücken-Veldenz
- 1604–1635 – Jan II Wittelsbach
- 1635–1661 – Fryderyk I Wittelsbach

Połączenie z Palatynatem Zweibrücken-Landsberg.

#### Książęta Palatynatu-Zweibrücken-Landsberg
- 1604–1645 – Fryderyk Kazimierz Wittelsbach
- 1645–1661 – Fryderyk Ludwik Wittelsbach

Połączenie z Palatynatem Zweibrücken-Veldenz.

#### Książęta Palatynatu-Zweibrücken-Kleeburg
- 1604–1652 – Jan Kazimierz Wittelsbach
- 1652–1660 – Karol Gustaw Wittelsbach – król Szwecji
- 1660–1681 – Karol Wittelsbach – król Szwecji

Połączenie z Palatynatem-Zweibrücken.

### Książęta Palatynatu-Zweibrücken (1661–1797)
- 1661–1681 – Fryderyk Ludwik Wittelsbach
- 1681–1697 – Karol Wittelsbach – król Szwecji
- 1697–1718 – Karol II Wittelsbach – król Szwecji
- 1714–1719 – Stanisław Leszczyński (książę z upoważnienia) – król Polski
- 1718–1731 – Gustaw Samuel Wittelsbach
- 1731–1734 – interregnum
- 1734–1735 – Christian III Wittelsbach
- 1735–1775 – Christian IV Wittelsbach
- 1775–1795 – Karol III August Wittelsbach
- 1795–1797 – Maksymilian I Józef Wittelsbach – król Bawarii

Francuska okupacja.
- 1815–1825 – Maksymilian I Józef Wittelsbach – król Bawarii

Połączenie z Królestwem Bawarii.